# Тейхер, Мина
Мина Тейхер (ивр. מינה טייכר‎) — израильский математик из Университета Бар-Илана, специализируется на алгебраической геометрии. 
Тейхер получила степени бакалавра, магистра и доктора наук в Тель-Авивском университете в 1974, 1976 и 1981 годах соответственно. Её диссертация «Бирациональное преобразование между 4-кратными множествами» была написана под руководством Ильи Пятецкого-Шапиро. С 1999 года она руководит Научно-исследовательским институтом математики имени Эмми Нётер при Университете имени Бар-Илана. В 2001–2002 годах она была первым приглашённым профессором Эмми Нётер в Гёттингенском университете, где читала лекции о группах кос.
Она занимала руководящие должности в академической и научной сфере, в том числе с 2005 по 2007 год была главным научным сотрудником Министерства науки и технологий Израиля, а с 2012 по 2013 год была председателем совета управляющих Двустороннего научного фонда США и Израиля.